# Phoenixstraat (Delft)
De Phoenixstraat (uitspraak: feuniksstraat) is een straat aan de westrand van het centrum van de stad Delft, in de Nederlandse provincie Zuid-Holland. De Phoenixstraat loopt vanaf de Westvest tot de Wateringsevest en is ongeveer 600 meter lang. Zijstraten van de Phoenixstraat aan de oost/noordoostzijde zijn: Begijnhof, Schoolstraat, Sint Agathaplein en de Kloksteeg. Ook ligt de Phoenixtuin aan de Phoenixstraat.
De straat werd in 1873 onder burgemeester De Vries Van Heijst vernoemd naar de Delftsche Studenten Sociëteit "Phoenix". Oorspronkelijk had de straat de naam Westvest, nadat de westelijke stadsgracht was gedempt en de stadswal was gesloopt om plaats te maken voor de spoorlijn. Een overblijfsel van de oude verdedigingswerken is de Bagijnetoren, die in de middenberm van de straat staat sinds de Phoenixstraat in 1965 werd verbreed.

## Spoorlijn
In de 19e eeuw werd de spoorlijn Den Haag-Rotterdam aangelegd. Deze lag in eerste instantie op straatniveau en parallel aan de westzijde van de Phoenixstraat. Van 1965 tot 2015 liep deze spoorlijn op het spoorviaduct met aan diens westzijde de Spoorsingel.
Vanaf 2009 vonden in de Phoenixstraat grootschalige bouwwerkzaamheden plaats voor de aanleg van de Willem van Oranjetunnel, waarmee de spoorlijn werd verplaatst van het spoorviaduct naar onder de grond. Dit was onderdeel van de algehele herontwikkeling van de Spoorzone. Eerst werd in de periode 2010-2015 de oostelijke tunnel aangelegd.
Na de voltooiing van deze tunnelbuis werd onder het tracé van het voormalige spoorviaduct de westelijke tunnel aangelegd. Vanwege de werkzaamheden aan de Phoenixstraat, hadden archeologen volop de gelegenheid om de geschiedenis bloot te leggen van deze straat. Na de voltooiing van de tunnel werd tussen de Phoenixstraat en de Spoorsingel een nieuwe waterloop, de Spoorsingelgracht, aangelegd. Daarmee keerde in feite deels de oude gracht terug, maar hij is niet bevaarbaar. 

## Tram
Sinds 1929 rijdt de elektrische tram door de Phoenixstraat, omdat deze over de Oude Delft mocht rijden, in tegenstelling tot de eerdere stoomtram en paardentram. Tijdens de aanleg van de spoortunnel werd de trambaan vaak verplaatst. Oorspronkelijk reed hier tramlijn I¹, in 1965-1966 lijn 37 en sindsdien lijn 1. Het is de enige van de vooroorlogse interlokale tramlijnen die in Nederland nog bestaat. Sinds 2010 rijdt ook lijn 19 door de Phoenixstraat, met een onderbreking van 2013 tot 2017. 

## Foto's

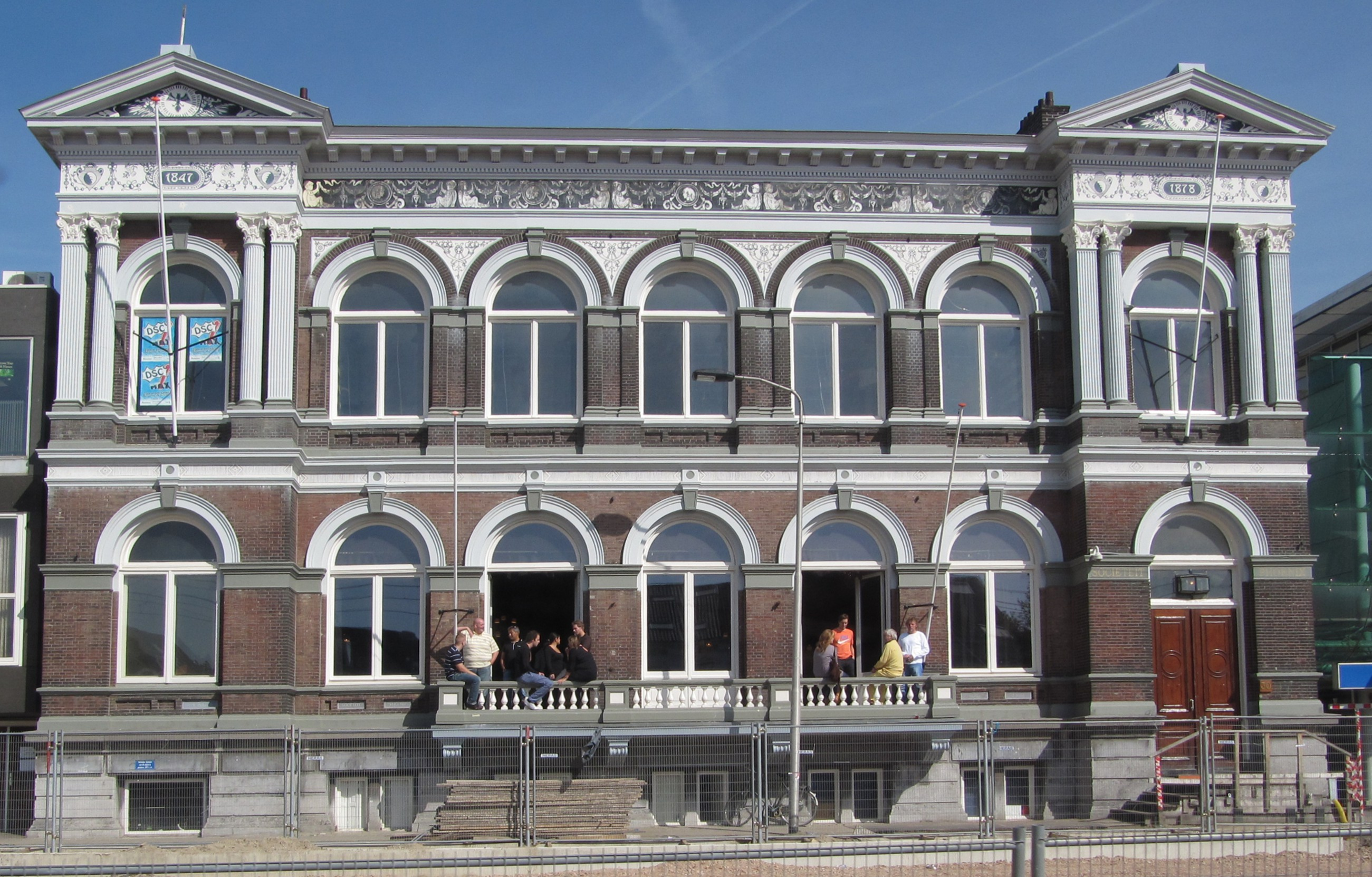
Phoenix
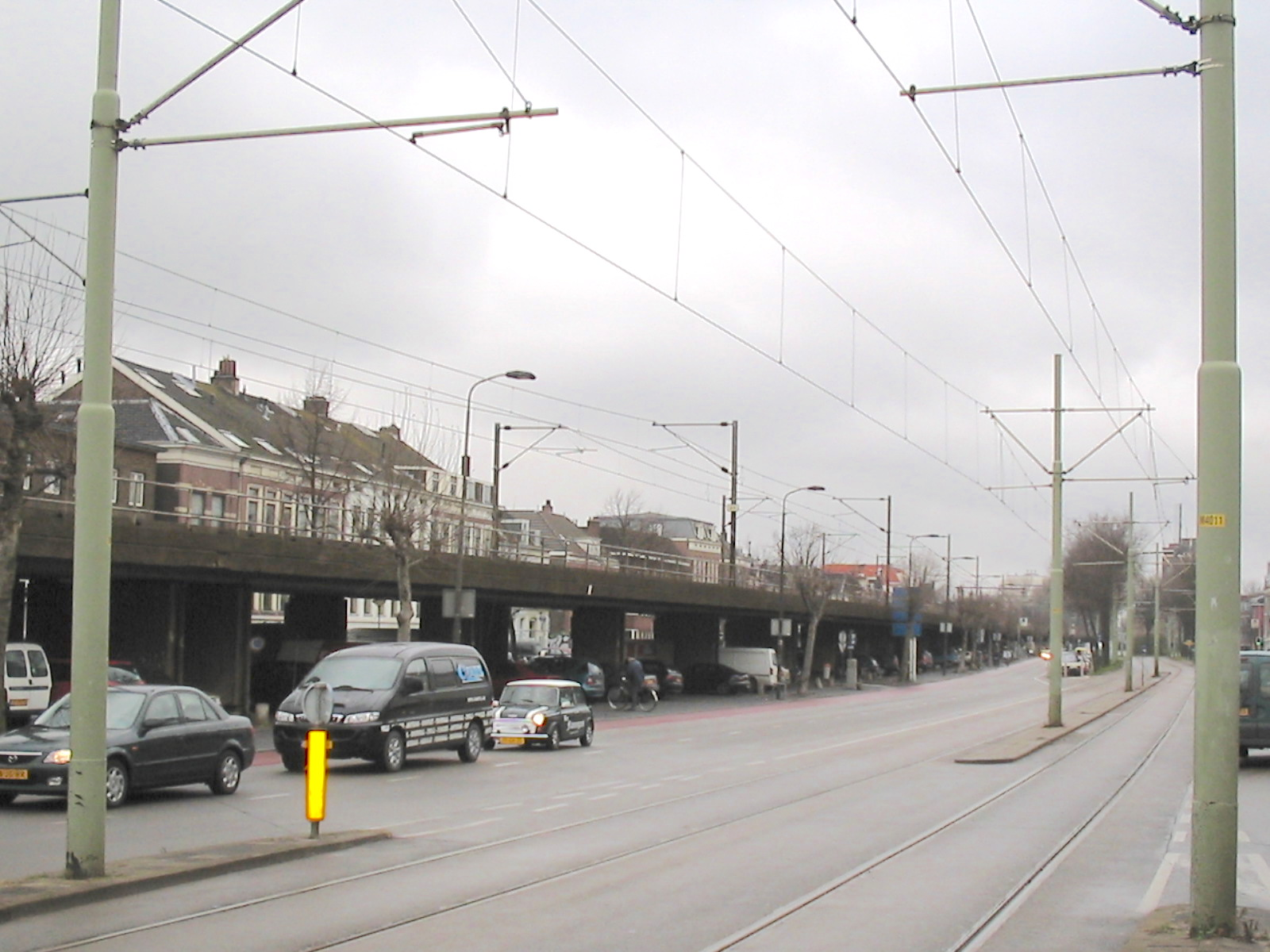
Oude situatie met spoorviaduct.
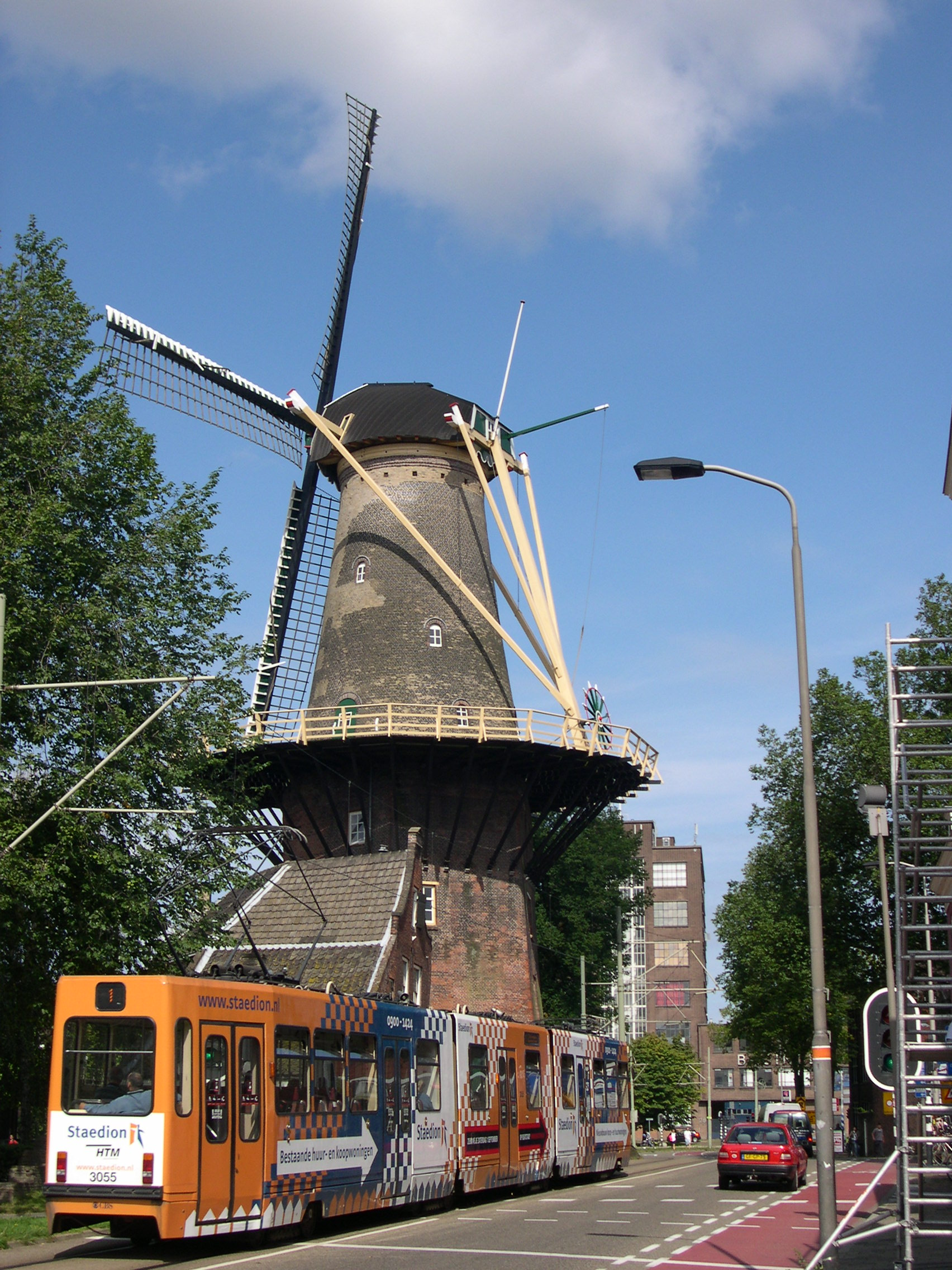
De straat met molen De Roos en tram 1
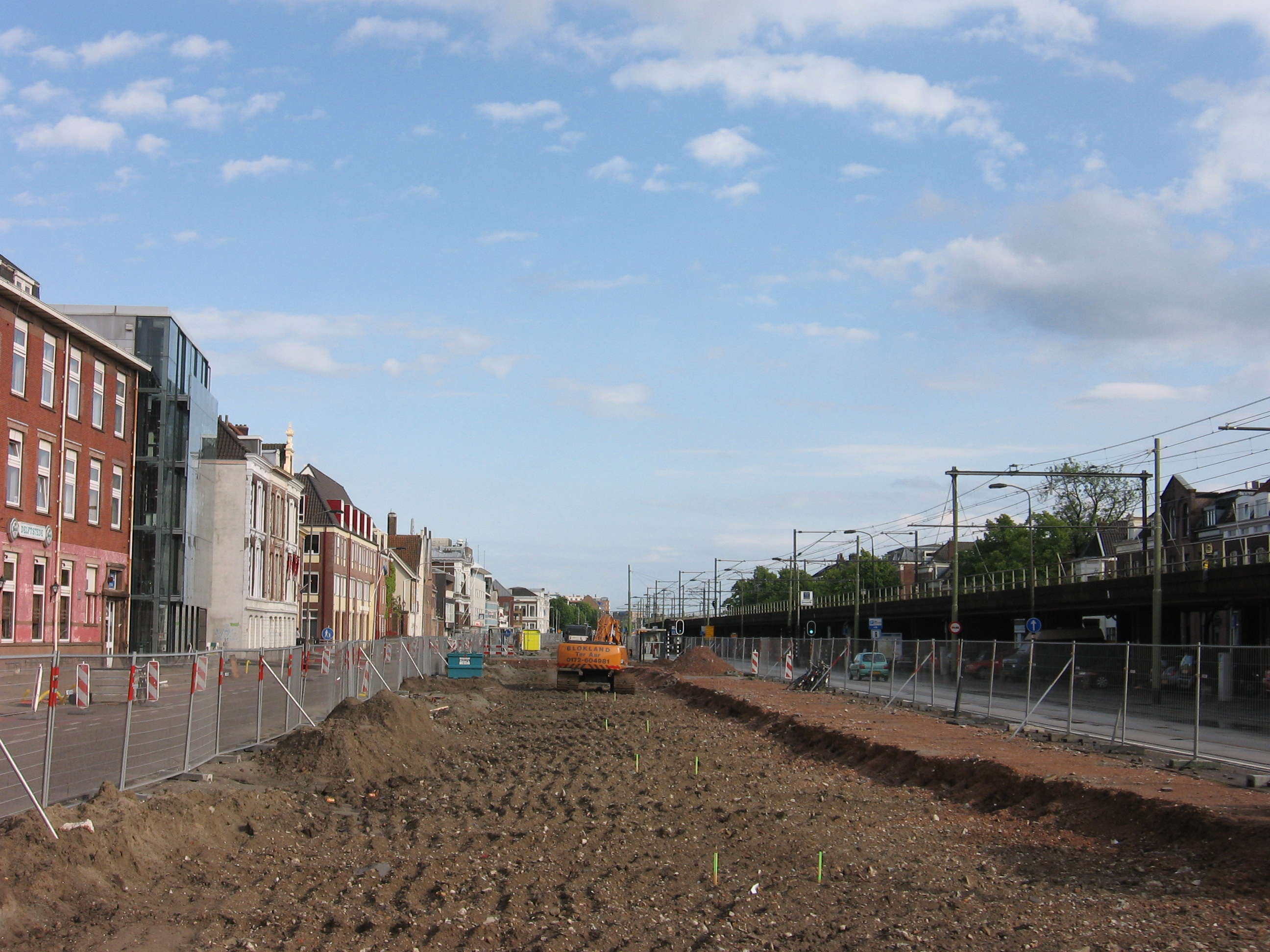
De werkzaamheden in de straat, in 2010